# Marmita de Papin
A Marmita de Papin é um aparelho inventado pelo físico francês Denis Papin, em 1679.
É constituída por um cilindro de ferro assente sobre uma base circular perfurada na parte superior. O cilindro possui uma pequena porta frontal para a introdução do combustível. No interior do cilindro de ferro existe outro cilindro designado por marmita ou digestor de Papin que está hermeticamente fechado por uma tampa circular.
Este dispositivo destina-se a aquecer água a temperaturas acima do seu ponto de ebulição à pressão ambiente. É o antecessor da autoclave e da panela de pressão